# 청자 상감운학문 매병 (국보)
청자 상감 운학문 매병(靑磁 象嵌雲鶴紋 梅甁)은 대한민국 서울특별시에 있는 상감기법을 써서 운학문을 새긴, 고려의 전형적인 청자 매병이다. S자 곡선을 이루며 저부에 이르는 몸체를 지닌 풍만하면서도 유려한 선의 아름다움을 보여준다. 1962년 12월 20일 대한민국의 국보 제68호로 지정되었다. 일제치하 당시 간송 전형필이 수집한 유물으로 현재 대구 간송미술관이 소장하고 있다.

## 개요
고려 매병(梅甁)은 중국 송(宋)나라 매병에서 유래된 것이지만, 12세기경에 이르러서는 고려만의 풍만하면서도 유연한 선의 아름다움이 나타난다. 이러한 고려 매병의 양식은 이 작품에서 세련미의 극치를 보여주고 있다. 
높이 42.1cm, 입지름 6.2cm, 밑지름 17cm의 크기의 매병의 구연부는 작고 낮으며 밖으로 살짝 벌어져 있다. 부피는 약 9256.69 세제곱 센티미터이다.어깨는 넓고 당당한 모습을 보여준다. 구연부의 아랫부분에는 꽃무늬를 둘렀으며 굽 위로는 연꽃무늬를 둘렀다. 몸통 전면에는 구름과 학을 새겨 넣었는데, 흑백상감한 원 안에는 하늘을 향해 날아가는 학과 구름무늬를, 원 밖에는 아래쪽을 향해 내려가는 학과 구름무늬를 새겼다.
학의 진행방향을 다르게 표현한 것은 도자기 표면이라는 일정한 제약을 넘어 사방으로 공간을 확산시켜 짜여진 구획으로부터의 자유로움을 추구한 듯하다. 이같은 표현상의 변화 추구와 함께 문양처리의 능숙함에서 고려 도자기의 우수함과 고려인의 창의력을 엿볼 수 있다.

## 특징
각이 진 작은 입 부분과 어깨에서부터 풍만하게 벌어지며, 아랫부분에서는 다시 줄어있다. 문양은 구부 가장자리에 여의두문대를 백상감으로, 저부에는 흑백상감 병행선으로 그린 연판문대를 돌렸다. 동체 전면에는 어깨에서 저부에 이르기까지 6단으로 나누어 흑백 쌍선으로 상감한 동심원문을 어긋나게 배치해 놓았다. 이 원문 속에 상감한 각각 1마리씩의 운학은 모두 위를 향해 날고 있으며, 원문 밖의 여지에 상감된 학들은 모두 땅을 향해 날도록 질서정연한 표현을 하고 있다. 유약은 광택 있는 담회청색 맑은 유가 전면에 고르게 씌워져 있으며, 미세한 유빙열이 전면에 나있다. 굽다리에는 점토가 섞인 내화토 받침으로 받쳐 구운 흔적이 나있다. 13세기 전반 《부안 유천리 요지》(사적 제69호)에서 만든 것으로 추정되며, 고려화되어 세련된 매병의 대표적인 작품이다.검은 고리는 붉은 흙을 바른 것이고, 하얀 학, 고리, 구름 등은 흰 흙을 바른 것이다.

## 같이 보기
- 부안 유천리 요지 - 사적 제69호